# Schönanger (Neuschönau)
Schönanger ist ein Gemeindeteil der Gemeinde Neuschönau (Landkreis Freyung-Grafenau) im Bayerischen Wald. Neben Grünbach und Neuschönau zählt er zu den ältesten Gemeindeteilen der Gemeinde.

## Geschichte
Die Ruralgemeinde Schönanger, die durch das bayerische Gemeindeedikt von 1818 begründet wurde, umfasste die Orte Neuschönau, Altschönau, Forstwald, Grünbach, Katzberg, Schönanger und Waldhäuser. 1978 wurde bei der Gemeindegebietsreform St. Oswald und Schönanger zu einer Verwaltungsgemeinschaft zusammengelegt. 1980 wurde die Gemeinde Schönanger wieder selbstständig.
Am 1. Juni 1981 wurde der Gemeindename „Schönanger“ in „Neuschönau“ geändert.
Die Freiwillige Feuerwehr Schönanger sorgt für den abwehrenden Brandschutz und die allgemeine Hilfe; hierzu unterhält sie ein Feuerwehrhaus mit einer dazugehörigen Unterstellhalle sowie zwei Einsatzfahrzeuge. Am 15. Juni 2025 feierte die Freiwillige Feuerwehr Schönanger ihr 150-jähriges Gründungsjubiläum im Rahmen des dreitägigen Dorffestes.

## Sehenswürdigkeiten – Baudenkmäler
Schönanger besitzt einen der schönsten Dorfanger im Bayerischen Wald.
Die Kapelle St. Josef von 1847 ist das älteste Bauwerk der Gemeinde Neuschönau.
Die Ortskapelle von 1847 und ein Kleinbauernhaus aus den 1840er-Jahren wurden vom Bayerischen Landesamt für Denkmalpflege als Baudenkmal anerkannt.

## Veranstaltung
Traditionell richtet die Freiwillige Feuerwehr Schönanger im Juni das dreitägige Dorffest aus, das zu einem festen Bestandteil des örtlichen Gemeinschaftslebens geworden ist. 

## Einrichtungen
- Solarpark im Gewerbegebiet Schönanger
- Gewerbegebiet Schönanger

## Persönlichkeiten
- Herbert Muckenschnabl (* 1947), Maler & Grafiker
- Jan Kolars (* 1993), Priester

## Vereine
- Kapellenverein Sankt Josef Schönanger e.V.
- Freiwillige Feuerwehr Schönanger e.V.
- Hüttengemeinschaft Schönanger
- Ski-Club Schönanger[2]